# Pista de Boumort
La Pista de Boumort és la pista principal de la Reserva Nacional de Caça de Boumort. És l'única que no és restringida a la circulació de vehicles, tot i que és recomanable de fer-la en vehicle tot terreny. Transcorre pels termes municipals de Conca de Dalt (antic terme d'Hortoneda de la Conca) i Abella de la Conca, en l'àmbit del poble de Carreu.
Arrenca cap al sud-est de la cruïlla amb les pistes d'Hortoneda i dels Masos de la Coma, i s'enfila en direcció al Cap de Boumort, al qual no arriba, però. Puja entre Sant Andreu i el Boïgot del Músic, per l'Obaga de la Coma, al Serrat de la Capella, on va primer cap al sud i després fa diverses giragonses sobtades per tal de guanyar alçada. Emprèn cap al sud-est, passant pel Roc del Miqueló, i a les Obaguetes torna a fer diferents ziga-zagues per enlairar-se encata més. Així, arriba a la Serra de Palles, on se'n desvila el Camí de la Solana de Palles.
Girant cada cop més cap a llevant, i discorre primer pel capdamunt de la Solana de Palles, i després pel Pletiu Sobirà. Girant cap al sud, ateny la Serra de Planell Ras. Poc després arriba al Pletiu dels Roquissos, moment en què arriba al límit dels termes municipals de Conca de Dalt (antic terme d'Hortoneda de la Conca) i d'Abella de la Conca. Passant pel sud de la Pinata Fosca, al capdamunt del Clot de la Dona Morta, entra a la vall de Carreu, i va davallant progressivament pels vessants sud-orientals de la Serra de Boumort. Al llarg de tot el trajecte, va trobant els diversos Camins de Boumort, restringits a la circulació de vehicles. Finalment, s'aboca en el Camí de Boumort a 1.699,4 metres d'altitud.

## Etimologia
Es tracta d'un topònim romànic modern de caràcter descriptiu: pren el nom del lloc on mena, la Serra de Boumort.